# Pongrácz Zoltán
Pongrácz Zoltán (Magyardiószeg, 1912. február 5.  – Budapest, 2007. április 3.) Erkel Ferenc-díjas magyar zeneszerző, érdemes művész, az elektroakusztikus zene magyarországi úttörője.

## Életpályája
Pongrácz Ernő (1882–1972) diószegi sebészfőorvos és Novák Ida (1883–1924) tanítónő elsőszülött fiaként látta meg a napvilágot. Az elemi iskolát szülőfalujában, a gimnázium első osztályát Pozsonyban, a továbbiakat 1922-től a budapesti Érseki Katolikus Reálgimnáziumban (Rákócziánum) végezte. Magánúton már ekkor tanult zeneszerzést Mathia Károlytól, első kompozícióit is a középiskolában mutatták be. Az érettségi utáni nyáron népdalokat gyűjtött szülőföldjén, ennek nagy szerepe volt abban hogy 1930 és ’35 között Kodály Zoltán növendéke lehetett a Zeneművészeti Főiskolán. A népdalgyűjtést akadémistaként is folytatta. A végzés utáni tanévben fizetés nélküli asszisztense volt Kodálynak.
1936–37-ben ösztöndíjjal karnagyképzőt végzett Bécsben Rudolf Niliusnál. Egy tanévet egykori gimnáziumában tanított, majd az 1939–40-es évadban a budapesti Opera korrepetitora. 1940–41-ben a berlini Humboldt Egyetemen összehasonlító zenetudományt hallgatott, itt ismerte meg a gamelánzenét. Hazatérése előtt Salzburgban Clemens Kraussnál a vezénylés alapjaival ismerkedett. Dohnányi Ernő protezsáltjaként 1943-tól a Magyar Rádió zenei részlegénél  dolgozott. Ezen időszakban a Nyilaskeresztes Párt – Hungarista Mozgalom tagja volt, a XII. kerületi nyilas szervezet tevékenységében aktívan részt vett. Rádiós munkája mellett – ahol többek közt letiltotta Bartók műveit –, „Kun páterrel” átvette a Magyar Zeneszerzők és Szövegírók Egyesületének vezetését. A második világháború utáni felelősségre vonás eredményeképpen eltiltották a budapesti munkavállalástól.
1946-tól a Debreceni MÁV Szimfonikus Zenekar és a helyi Szent Anna-templom kórusának dirigense volt. Házasságot kötött Mátyás Mária opera-énekesnővel. 1949-ben a világháborús szerepe miatti újabb eljárás elől Jugoszláviába disszidált, de visszatoloncolták. 1953-ig Csanádapácán volt kántor, majd a Békéscsabai Állami Építőipari Vállalatnál kapott adminisztrátori állást. Gulyás György közbenjárására tanított a békéstarhosi énekiskolában és vezényelte a békéscsabai zenekart. 1954-től tíz éven át újra Debrecenben élt zenetanárként és a MÁV-zenekar karmestereként.
1964-ben és 1965-ben Darmstadtban szerezte első ismereteit az elektroakusztikus zenéről, 1965–66-ban az utrechti Holland Királyi Egyetemen Gottfried Michael Koenig növendéke volt az egyetem szonológiai intézetében. Ekkor írta az első magyar szerzőtől származó elektroakusztikus művet, a Kryptothesiphont (Phonothèse címmel is ismert). 1967-ben az Alföldben indított vitasorozatot A zeneművészet „harmadik korszaka” címmel. 1972-től a Mafilm, 1974-től a Magyar Rádió Elektronikus Zenei Stúdiójának egyik legtöbbet alkotó művésze. 1975 és 1995 között a Zeneművészeti Főiskola elektronikus zeneszerzés tanáraként tevékenykedett.
A bourges-i székhelyű International Confederation of Electroacoustic Music egyik alapító tagja, majd alelnöke volt, később a nemzetközi igazgatóság tagja lett. 1992-től a Magyar Művészeti Akadémia tagja, 1996 és 2000 között alelnöke.
Későbbi élettársával, Kormányos Ilona Piroskával a csanádapácai templomban töltött kántori évei alatt ismerkedett meg. Két gyermekük született: Pongrácz István Zoltán és Ilona.

## Díjak, elismerések
- Ferenc József-díj (1939)
- Mesteri fokozat GMEB-UNESCO (1988)
- Francia Euphonies d’or (1989)
- Érdemes művész (1989)
- A Magyar Köztársasági Érdemrend tisztikeresztje (1992)
- Erkel Ferenc-díj (1996)
- Vox electronica (Magyar Rádió, 2000)

## Főbb művei

### Operák
- Odysseus és Nausikaa
- Az utolsó stáció

### Oratóriumok és kantáták
- A Teknőkaparó legendája
- Út omnes unum simt
- Missa solemnis Buda expugnata
- Kossuth kantáta
- Apollón Mozagetész

### Zenekari és hangszeres művek
- Szimfónia
- Három zenekari etűd
- Pastorale
- Gamelán zene
- Három improvizáció ütőhangszerekre és zongorára
- Három bagatell ütőhangszerekre
- Magyar régiségek

### Elektroakusztikus művek
- Mariphonia
- Madrigál
- Tizenkét körszalag
- 144 hang
- Bariszféra
- Szukcesszív és poláris kontrasztok
- Egy Cisz-dúr akkord története

### Elektronika és hangszeres zene
- Szaxofonverseny
- Cimbalomverseny
- A balgaság dicsérete
- Szatíra bariton szólóra és vegyeskarra
- Közeledni és távolodni (elektronikus hangdráma Gerhard Rühm szövegére)

### Könyvek
- Népzenészek könyve ; Zeneműkiadó, Budapest, 1965
- Mai zene, mai hangjegyírás; Zeneműkiadó, Budapest, 1971
- Zeneelmélet szórakoztatózenészek részére; Országos Szórakoztatózenei Központ–Táncsics, Budapest, 1975
- Az elektronikus zene; Zeneműkiadó, Budapest, 1980